# O Aprendiz 2
O Aprendiz 2, exibido em 2005, foi a segunda temporada do reality show O Aprendiz, exibida no Brasil pela Rede Record e pelo canal da TV a cabo People & Arts.
O apresentador, o publicitário Roberto Justus, procurava entre os candidatos alguém apto para ocupar um cargo em umas das empresas do Grupo Newcomm. O vencedor foi o consultor de empresas Fábio de Oliveira Porcel, que também foi premiado com um carro e um notebook na final. Porcel assumiu o cargo de gerente de contas da Dezbrasil, mas não foi absorvido pela empresa em questão após o contrato de um ano estipulado pelo programa.
Em 2013, oito anos após sua demissão no programa, a candidata Carolina Gouveia Vanuci foi contratada para atuar como diretora-geral da Labstore, uma agência do grupo de Justus.
Também em 2013, os candidatos Melina Bahia Konstadinidis, Jurandir Silva de Carvalho Júnior, Carlos Guilherme Séder de Oliveira e Evandro Banzato foram convidados para participar de Aprendiz - O Retorno, compondo o elenco com outros participantes de temporadas diversas. Banzato, Júnior e Séder foram demitidos, respectivamente, no décimo, décimo primeiro e décimo segundo episódios. Melina Konstadinidis chegou à final do programa e conquistou o segundo lugar.

## Candidatos
Os 16 candidatos se dividiram em dois equipes, definidos originalmente pelo sexo dos participantes, mantendo o formato de "guerra dos sexos" da edição anterior. Os nomes foram escolhidos pelos próprios participantes: Mandala (grupo feminino) e V-8 (grupo masculino).
Nesta temporada, os líderes vencedores eram premiados com imunidade na tarefa seguinte, garantindo permanência no programa por pelo menos mais uma tarefa.
O histórico corporativo da edição culminou em um resultado favorável de 8-5 para a Mandala sobre a V-8. Tatiana Arrais permaneceu na equipe Mandala durante todo o programa e terminou com um histórico de 8-5 e um recorde impecável de 3-0 como líder. Fábio de Oliveira Porcel iniciou a disputa na V-8, foi transferido para a Mandala no episódio 4 e retornou para a V-8 no episódio 10, concluindo o processo com um histórico de 8-5 e recorde como líder de 2-1.
| Candidato (a)                          | Ocupação                              | Equipe original | Idade | Origem                | Resultado                                      |
| -------------------------------------- | ------------------------------------- | --------------- | ----- | --------------------- | ---------------------------------------------- |
| Fábio de Oliveira Porcel               | Consultor de empresas                 | V-8             | 27    | São Paulo             | Contratado (18 de agosto de 2005)              |
| Tatiana Arrais                         | Gerente de produtos                   | Mandala         | 27    | São Paulo             | Finalista (18 de agosto de 2005)               |
| Jurandir Silva de Carvalho Júnior      | Coordenador de marketing              | V-8             | 27    | São Paulo             | Demitido no episódio 14 (11 de agosto de 2005) |
| Melina Bahia Konstadinidis             | Gerente de atendimento                | Mandala         | 31    | São Paulo             | Demitida no episódio 13 (9 de agosto de 2005)  |
| Carlos Guilherme Séder de Oliveira     | Advogado                              | V-8             | 26    | Vitória               | Demitido no episódio 12 (4 de agosto de 2005)  |
| José Felizardo "Feliz" da Silva Júnior | Consultor de recursos humanos         | V-8             | 26    | Rio de Janeiro        | Demitido no episódio 11 (2 de agosto de 2005)  |
| Carolina Gouveia Vanuci                | Analista de marketing                 | Mandala         | 24    | Osasco                | Demitida no episódio 10 (28 de julho de 2005)  |
| Fernando Jorge Wosniak Steler          | Gerente de produtos                   | V-8             | 27    | São Caetano do Sul    | Demitido no episódio 9 (26 de julho de 2005)   |
| Antonio Marcos de Jesus Alves          | Gerente de contas                     | V-8             | 33    | São Paulo             | Demitido no episódio 8 (21 de julho de 2005)   |
| Evandro Banzato                        | Gerente de restaurante                | V-8             | 33    | Santo André           | Demitido no episódio 7 (19 de julho de 2005)   |
| Gisele Regina dos Santos               | Coordenadora administrativa de vendas | Mandala         | 28    | São Bernardo do Campo | Demitida no episódio 6 (12 de julho de 2005)   |
| Maurício José Bairão Carmagnani        | Gerente comercial                     | V-8             | 30    | São Paulo             | Demitido no episódio 5 (7 de julho de 2005)    |
| Stela Souza Farhat                     | Gerente comercial                     | Mandala         | 22    | São Paulo             | Demitida no episódio 4 (5 de julho de 2005)    |
| Flávia Celestino                       | Diretora jurídica                     | Mandala         | 30    | Osasco                | Demitida no episódio 3 (30 de junho de 2005)   |
| Denize Markman                         | Empresária                            | Mandala         | 43    | São Paulo             | Demitida no episódio 2 (28 de junho de 2005)   |
| Danielle Silva Peixoto                 | Diretora administrativa               | Mandala         | 30    | Fortaleza             | Demitida no episódio 1 (23 de junho de 2005)   |

## Episódios

### Episódio 1 (23-06-2005)
- Objetivo da tarefa: Venda de carga de dois caminhões, que consistia de guardanapos, papéis toalha e papel higiênico.[4]
- Líder da Equipe Mandala: Gisele[4]
- Líder da Equipe V-8: Júnior[4]
- Equipe vencedora: V-8[4]
  - Prêmio: Jantar em restaurante italiano com Justus.[4]
- Equipe perdedora: Mandala[4]
  - Motivo da derrota: Ideias e estratégias inferiores em relação ao outro grupo.[4]
  - Indicadas para a Sala de Reunião: Gisele, Danielle e Flávia[4]
  - Opinião dos Conselheiros: Arias indicou Flávia para a demissão, ressaltando que Gisele havia crescido na Sala de Reunião. Paschoali preferiu indicar Danielle, por ser a mais fraca da equipe.
- Demitida: Danielle, por estar aquém em comparação com as demais.[4]

### Episódio 2 (28-06-2005)
- Objetivo da tarefa: Criação e apresentação de coleção de roupas com viabilidade comercial.[5]
- Líder da Equipe Mandala: Melina[5]
- Líder da Equipe V-8: Porcel
- Equipe vencedora: V-8[5]
  - Prêmio: Viagem para Angra dos Reis.[5]
- Equipe perdedora: Mandala[5]
  - Motivo da derrota: Enfoque exclusivo para o desenho das roupas e falta de preocupação com o gerenciamento do desfile.[5]
  - Indicadas para a Sala de Reunião: Melina, Denize e Stela[5]
  - Opinião dos Conselheiros: Os dois indicaram Denize. Arias destacou a falta de brilho da candidata, enquanto Paschoali mencionou que ela já deveria ter sido demitida no episódio anterior.
- Demitida: Denize, por ter adotado uma postura acomodada nas duas primeiras tarefas.[5]

### Episódio 3 (30-06-2005)
- Reestruturação de equipes: Após a escolha dos líderes, Justus os trocou de equipe. Flávia passou para a V-8 e Antonio tomou as rédeas da Mandala.[6]
- Objetivo da tarefa: Compra de produtos pelo menor preço possível.[6]
- Líder da Equipe Mandala: Antonio[6]
- Líder da Equipe V-8: Flávia[6]
- Equipe vencedora: Mandala[6]
  - Prêmio: Viagem para Buenos Aires, Argentina.[6]
- Equipe perdedora: V-8[6]
  - Motivo da derrota: A equipe foi desqualificada por comprar dois itens incompatíveis com o dossiê da tarefa e por se atrasar para a apresentação do resultado final.[6]
  - Indicados para a Sala de Reunião: Flávia, Evandro e Júnior.[6]
- Demitida: Flávia, por perder o domínio da equipe.[6]
- Observação:
  - Mesmo com a troca de líderes das equipes, Flávia foi a terceira mulher seguida a ser demitida na temporada.

### Episódio 4 (05-07-2005)
- Reestruturação de equipes: Melina, Stela e Carolina foram transferidas para a V-8, e Fernando, Feliz, Júnior e Porcel foram para a Mandala.
- Objetivo da tarefa: Identificar problemas e apresentar soluções para os mesmos em duas subprefeituras de São Paulo, nas comunidades de Capela do Socorro e Guaianases.[7]
- Líder da Equipe Mandala: Tatiana[7]
- Líder da Equipe V-8: Maurício[7]
- Equipe vencedora: Mandala[7]
  - Prêmio: Participação no evento Fashion Rio.[7]
- Equipe perdedora: V-8[7]
  - Motivo da derrota:Apesar de também ter um bom desempenho, a equipe deixou a desejar em alguns quesitos de avaliação.
  - Indicados para a Sala de Reunião: Maurício, Evandro e Stela[7]
- Demitida: Stela, por demonstrar fraqueza na Sala de Reunião e pouca determinação.[7]
- Observações:
  - Justus ficou incomodado com a decisão do líder de indicar Evandro, que havia realizado uma boa apresentação, e pediu para que o candidato deixasse a Sala de Reunião.[7]

### Episódio 5 (07-07-2005)
- Objetivo da tarefa: Planejamento de criação de um museu de aeronaves para companhia aérea.[8]
- Líder da Equipe Mandala: Fernando[8]
- Líder da Equipe V-8: Evandro[8]
- Equipe vencedora: Mandala[8]
  - Prêmio: Viagem para a Bahia e estadia em resort.[8]
- Equipe perdedora: V-8[8]
  - Motivo da derrota: Apesar de também ter apresentado um bom resultado, a equipe deixou a desejar em alguns quesitos.[8]
  - Indicados para a Sala de Reunião: Evandro, Maurício e Guilherme[8]
- Demitido: Maurício, por ter indicado Evandro indevidamente para a Sala de Reunião na tarefa anterior.[8]

### Episódio 6 (12-07-2005)
- Objetivo da tarefa: Testes de raciocínio lógico.[9]
- Líder da Equipe Mandala: Feliz[9]
- Líder da Equipe V-8: Carolina
- Equipe vencedora: V-8[9]
  - Prêmio: Viagem para Orlando, nos EUA, com passeio pelos parques temáticos da Disney e pelos estúdios da Universal Pictures.[9]
- Equipe perdedora: Mandala[9]
  - Motivo da derrota: Pontuação inferior ao final da tarefa.
  - Indicados para a Sala de Reunião: Feliz, Júnior e Gisele[9]
- Demitida: Gisele, por não adotar uma postura convincente na Sala de Reunião.[9]

### Episódio 7 (14-07-2005)
- Objetivo da tarefa: Levantar o maior volume de dinheiro através da utilização de um ônibus de excursão como base para atividades criadas e produzidas em locais públicos.[10]
- Líder da Equipe Mandala: Júnior
- Líder da Equipe V-8: Guilherme[10]
- Equipe vencedora: Mandala[10]
  - Prêmio: Jantar com familiares.[10]
- Equipe perdedora: V-8[10]
  - Motivo da derrota: O valor obtido foi 44% inferior ao da outra equipe.[10]
  - Indicados para a Sala de Reunião: Guilherme, Evandro e Antônio Marcos[10]
- Demitido: Evandro, por ter "uma personalidade muito forte a ponto de desestimular os outros concorrentes".[10]

### Episódio 8 (21-07-2005)
- Objetivo da tarefa: Criação de campanha de divulgação de plano telefônico para a companhia Claro.[11]
- Líder da Equipe Mandala: Tatiana[11]
- Líder da Equipe V-8: Melina[11]
- Equipe vencedora: Mandala[11]
  - Prêmio: Viagem a Campos do Jordão (SP).[11]
- Equipe perdedora: V-8[11]
  - Motivo da derrota: A campanha corpo-a-corpo utilizada pela equipe foi menos apreciada pelo cliente, enquanto a outra equipe optou por agir em um parque de diversões em São Paulo.[11]
  - Indicados para a Sala de Reunião: Melina, Guilherme e Antônio Marcos[11]
- Demitido: Antônio Marcos, por sua atuação apagada na Sala de Reunião.[11]
- Observações:
  - Entre os episódios 7 e 8, foi exibido um episódio especial com os bastidores do programa e depoimentos dos seis demitidos (Danielle, Denize, Flávia, Stela, Maurício e Gisele) e dos finalistas da primeira edição.[12]

### Episódio 9 (26-07-2005)
- Reestruturação de equipes: A equipe V-8 deveria escolher um integrante do grupo Mandala para reforçar o grupo. Porcel foi escolhido e retornou à equipe da qual fazia parte originalmente.[13]
- Objetivo da tarefa: Organização de uma feira livre.[13]
- Líder da Equipe Mandala: Fernando
- Líder da Equipe V-8: Porcel
- Equipe vencedora: V-8
  - Prêmio: Viagem para a Estação de Neve Caras, no Chile.[13]
- Equipe perdedora: Mandala
  - Motivo da derrota: O faturamento do grupo registrou R$185 a menos do que a outra equipe.[13]
  - Indicados para a Sala de Reunião: Fernando, Feliz e Junior
- Demitido: Fernando, acusado de levar sua equipe a vender menos.[13]
- Observações:
  - Tatiana, líder da equipe Mandala, não foi indicada para a Sala de Reunião por ter imunidade, graças à vitória da equipe na tarefa anterior. Com a imunidade, apenas três candidatos restaram na Mandala e os três foram automaticamente indicados.[13]

### Episódio 10 (28-07-2005)
- Objetivo da tarefa: Criação de uma ação promocional para a montadora FIAT e divulgação ao vivo no programa Note e Anote.[14]
- Líder da Equipe Mandala: Feliz
- Líder da Equipe V-8: Guilherme
- Equipe vencedora: Mandala
  - Prêmio: Viagem para Paris, na França.[14]
- Equipe perdedora: V-8
  - Motivo da derrota: A apresentação foi considerada extremamente convencional e o líder Guilherme, responsável pela apresentação, mostrou dicção inadequada.[14]
  - Indicados para a Sala de Reunião: Guilherme, Carolina e Porcel
- Demitida: Carolina, que não aproveitou a oportunidade de defesa durante a Sala de Reunião.[14]
- Observações:
  - Nesta prova, o conselheiro Roberto Paschoali precisou se ausentar e foi temporariamente substituído por Viviane Ventura Brafmann, vencedora da primeira edição.[14]
  - Na opinião das empresas de assessoria que acompanharam a prova, as duas soluções apresentadas foram muito fracas e extremamente convencionais. Na hora de julgar, Justus apontou a equipe "menos pior", e com isso a V-8 saiu derrotada.[14]

### Episódio 11 (02-08-2005)
- Objetivo da tarefa: Assumir a administração total de dois pet shops de São Paulo e duplicar o faturamento da unidades.[15]
- Líder da Equipe Mandala: Júnior
- Líder da Equipe V-8: Melina
- Equipe vencedora: V-8
  - Prêmio: Assistir à apresentação da peça O Fantasma da Ópera e conhecer os bastidores da montagem da mesma.[15]
- Equipe perdedora: Mandala
  - Motivo da derrota: A equipe aumentou o faturamento da loja em 541%, contra 648% da equipe V-8.[15]
  - Indicados para a Sala de Reunião: Júnior, Tatiana e Feliz
- Demitido: Feliz, que não atendeu a um pedido do líder para aumentar uma cota de patrocínio, o que culminou no desempenho inferior.[15]
- Observações:
  - Para cobrir a ausência de Roberto Paschoali, foi escolhido Edison Henriques Júnior, membro da Business School São Paulo, que atuaria durante três tarefas.[15]
  - Na sala de reunião, Feliz assumiu sua responsabilidade pelos erros e revelou que deveria ser demitido. Justus admirou a atitude do participante e, depois da demissão, fez questão de cumprimentar Feliz pessoalmente. Após a saída da Sala de Reunião, Junior e Tatiana abraçaram o eliminado.[15]

### Episódio 12 (04-08-2005)
- Objetivo da tarefa: Aumentar o faturamento de duas pizzarias através da criação de um sabor de pizza completamente diferenciado.[16]
- Líder da Equipe Mandala: Tatiana
- Líder da Equipe V-8: Porcel
- Equipe vencedora: Mandala
  - Prêmio: Manhã de relaxamento em um spa, tarde em um kartódromo e jantar em um restaurante.[16]
- Equipe perdedora: V-8
  - Motivo da derrota: Criação de um sabor muito enjoativo, além de complicações no folheto distribuído pelo grupo e atraso na chegada ao local de venda.[16]
  - Indicados para a Sala de Reunião: Porcel, Guilherme e Melina
- Demitido: Guilherme, cuja atuação foi mais fraca do que a dos outros candidatos e pelo fato de Porcel ter aproveitado melhor a chance de defesa.[16]
- Observações:
  - Tatiana é a primeira candidata da história do programa a alcançar um recorde de liderança de 3-0.

### Episódio 13 (09-08-2005)
- Objetivo da tarefa: Criação de uma campanha publicitária para uma empresa de blindagem de automóveis.[17]
- Líder da Equipe Mandala: Junior
- Líder da Equipe V-8: Melina
- Equipe vencedora: Mandala
  - Prêmio: Viagem para o Rio de Janeiro.
- Equipe perdedora: V-8
  - Motivo da derrota: Pior desempenho individual dos candidatos: segundo os conselheiros, Melina perdeu força nas tarefas, enquanto Porcel não saberia lidar com chefias.[17]
  - Indicados para a Sala de Reunião: Porcel e Melina
- Demitida: Melina, por não ter crescido durante as últimas tarefas e demonstrar cansaço.[17]

### Episódio 14 (11-08-2005)
- Objetivo da tarefa: Processo de entrevista com quatro executivos escolhidos por Justus.[18]
- Feedback das entrevistas: Júnior foi apontado como o nome mais fraco por todos os empresários, enquanto Porcel e Tatiana passaram boas impressões para os mesmos.[18]
- Demitido: Júnior, indicado pelos quatro empresários como o mais fraco dos candidatos.[18]
- Tarefa final: Criação, planejamento e execução de um evento esportivo beneficente de tênis (Tatiana) e golfe (Porcel), em parceria com o banco HSBC.[18]
- Equipes finais: O grupo de Porcel foi composto por Júnior, Guilherme e Fernando. Tatiana escolheu Carolina, Melina e Feliz.[18]
- Observações:
  - As equipes foram extintas antes do início da tarefa.
  - Tatiana foi a primeira candidata a chegar às finais do programa com um recorde impecável como líder.
  - O conselheiro Roberto Paschoali retomou seu posto depois de uma ausência de quatro tarefas.

### Episódio final (18-08-2005)
- Resultado das tarefas: Ambas as tarefas foram consideradas satisfatórias, porém, os eliminados foram bastante criticados por Justus.[1] O empresário chegou a dizer para Junior que ele foi arrogante e o fez agradecer por não tê-lo escolhido como finalista, devido ao fato de ele ter declarado que era mais competente que os finalistas e "iria pedir metade do salário de Porcel", se este fosse contratado.[1] Melina, na equipe de Tatiana, manifestou sua torcida por Porcel e também foi criticada por Justus, que declarou que nenhuma empresa quer uma pessoa que não acredite no lugar em que ela trabalha.[1]
- Contratado: Porcel, cujo perfil de comportamento foi fator chave na decisão.[1]
- Demitida: Tatiana, por ter um perfil mais agressivo, mesmo com um resultado prático maior.

## Resultados
| Candidato (a)                          | Equipe     | Equipe     | Equipe     | Equipe     | Resultado               | Recorde como líder                                            |
| Candidato (a)                          | Episódio 1 | Episódio 3 | Episódio 4 | Episódio 9 | Resultado               | Recorde como líder                                            |
| -------------------------------------- | ---------- | ---------- | ---------- | ---------- | ----------------------- | ------------------------------------------------------------- |
| Fábio de Oliveira Porcel               | V-8        | V-8        | Mandala    | V-8        | Contratado              | 2-1 (vitória nos episódios 2 e 9, derrota no episódio 12)     |
| Tatiana Arrais                         | Mandala    | Mandala    | Mandala    | Mandala    | Demitida na Final       | 3-0 (vitória nos episódios 4, 8 e 12)                         |
| Jurandir Silva de Carvalho Júnior      | V-8        | V-8        | Mandala    | Mandala    | Demitido no episódio 14 | 3-1 (vitória nos episódios 1, 7 e 13, derrota no episódio 11) |
| Melina Bahia Konstadinidis             | Mandala    | Mandala    | V-8        | V-8        | Demitida no episódio 13 | 1-3 (vitória no episódio 11, derrota nos episódios 2, 8 e 13) |
| Carlos Guilherme Séder de Oliveira     | V-8        | V-8        | V-8        | V-8        | Demitido no episódio 12 | 0-2 (derrota nos episódios 7 e 10)                            |
| José Felizardo "Feliz" da Silva Júnior | V-8        | V-8        | Mandala    | Mandala    | Demitido no episódio 11 | 1-1 (vitória no episódio 10, derrota no episódio 6)           |
| Carolina Gouveia Vanuci                | Mandala    | Mandala    | V-8        | V-8        | Demitida no episódio 10 | 1-0 (vitória no episódio 6)                                   |
| Fernando Jorge Wosniak Steler          | V-8        | V-8        | Mandala    | Mandala    | Demitido no episódio 9  | 1-1 (vitória no episódio 5, derrota no episódio 9)            |
| Antonio Marcos de Jesus Alves          | V-8        | Mandala    | V-8        |            | Demitido no episódio 8  | 1-0 (vitória no episódio 3)                                   |
| Evandro Banzato                        | V-8        | V-8        | V-8        |            | Demitido no episódio 7  | 0-1 (derrota no episódio 5)                                   |
| Gisele Regina dos Santos               | Mandala    | Mandala    | Mandala    |            | Demitida no episódio 6  | 0-1 (derrota no episódio 1)                                   |
| Maurício José Bairão Carmagnani        | V-8        | V-8        | V-8        |            | Demitido no episódio 5  | 0-1 (derrota no episódio 4)                                   |
| Stela Souza Farhat                     | Mandala    | Mandala    | V-8        |            | Demitida no episódio 4  |                                                               |
| Flávia Celestino                       | Mandala    | V-8        |            |            | Demitida no episódio 3  | 0-1 (derrota no episódio 3)                                   |
| Denize Markman                         | Mandala    |            |            |            | Demitida no episódio 2  |                                                               |
| Danielle Silva Peixoto                 | Mandala    |            |            |            | Demitida no episódio 1  |                                                               |